# Bas Levering
Bas Levering (1 december 1947) is een Nederlands pedagoog gespecialiseerd in de algemene pedagogiek. Na een aanvankelijke studie bouwkunde studeerde hij wijsgerige en historische pedagogiek aan de Universiteit Utrecht. Vanaf 1972 was hij als docent pedagogiek en filosofie verbonden aan de opleiding voor MO-pedagogiek (Pedagogisch Seminarium) te Utrecht. Sinds zijn afstuderen in 1975 was hij aan de Universiteit Utrecht verbonden als docent en onderzoeker op het terrein van de theoretische pedagogiek. In 1988 promoveerde hij op een proefschrift met de titel Waarden in opvoeding en opvoedingswetenschap.
Levering was van 2004 tot 2012 als lector algemene pedagogiek verbonden aan Fontys Hogescholen. Van 2009 tot 2011 vervulde hij een gastprofessoraat aan de Universiteit van Gent. Hij treedt vaak op als deskundige in publieke debatten. Hij houdt zich daarin vooral bezig met ethische discussies over de verantwoordelijkheid en invloed van ouders en staat met betrekking tot de opvoeding.
Levering was gemeenteraadslid en wethouder in Montfoort en lid van Provinciale Staten van Utrecht voor de PvdA. Hij is hoofdredacteur van het magazine Pedagogiek in Praktijk en levert regelmatig bijdragen aan blog.pedagogiek.nu 
Voor zijn publieke optredens en zijn, op de praktijk gerichte, pedagogische publicaties ontving hij in 2003 de Wilhelminaprijs.